# Dagobah
Vous lisez un « article de qualité » labellisé en 2022.
Pour les articles ayant des titres homophones, voir Dagoba (homonymie).
Astre fictif apparaissant dans
Star Wars.
Dagobah est une planète tellurique de l’univers de fiction Star Wars. Située dans la Bordure extérieure, cette petite planète orbite autour de l'étoile Dagobah Prime. Elle est notamment célèbre pour être le lieu où maître Yoda, dans son exil, forme Luke Skywalker à devenir un Chevalier Jedi.
Planète recouverte de marécages, on y trouve une faune et une flore très diversifiées, mais pas de forme de vie intelligente indigène. Très reculée et présentant peu d'intérêt, elle reste à l'écart des évènements qui touchent la Galaxie.
Elle est créée en 1980 pour le film L'Empire contre-attaque ; la plupart des scènes ont été tournées dans les studios d'Elstree.
En plus des films L'Empire contre-attaque et Le Retour du Jedi où elle apparaît principalement, Dagobah est représentée dans les séries télévisées Star Wars: The Clone Wars, Forces du destin, dans les novélisations des deux films, ainsi que dans plusieurs romans, jeux vidéo et bandes dessinées.

## Contexte
L'univers de Star Wars met en scène une galaxie qui est le théâtre d'affrontements entre les Chevaliers Jedi et les Seigneurs Sith, personnes sensibles à la Force, un champ énergétique mystérieux leur procurant des pouvoirs psychiques. Les Jedi maîtrisent le Côté lumineux de la Force, pouvoir bénéfique et défensif, pour maintenir la paix dans la galaxie. Les Sith utilisent le Côté obscur, pouvoir nuisible et destructeur, pour dominer la galaxie à leur propre profit.
En 3 ap. BY (l'an 3 après la Bataille de Yavin), la Galaxie est dominée par l'Empire Galactique, un régime politique dictatorial asservissant les planètes à sa volonté. Malgré le revers essuyé lors de ladite Bataille avec comme point culminant la destruction de l'Étoile Noire, le fleuron de la flotte impériale par l'Alliance Rebelle, un groupe armé combattant la tyrannie de l'Empire ; Ses têtes pensantes, le Seigneur noir des Sith Dark Vador et l'empereur Palpatine, sont toujours en vie. Ces derniers sont à la recherche du pilote responsable de la destruction de la station de combat : Luke Skywalker, jeune Jedi, qui fuit l'attaque-surprise de l'Empire sur la base rebelle de la planète Hoth, et se réfugie sur Dagobah dans l'espoir d'y être formé.

## Géographie

### Situation spatiale

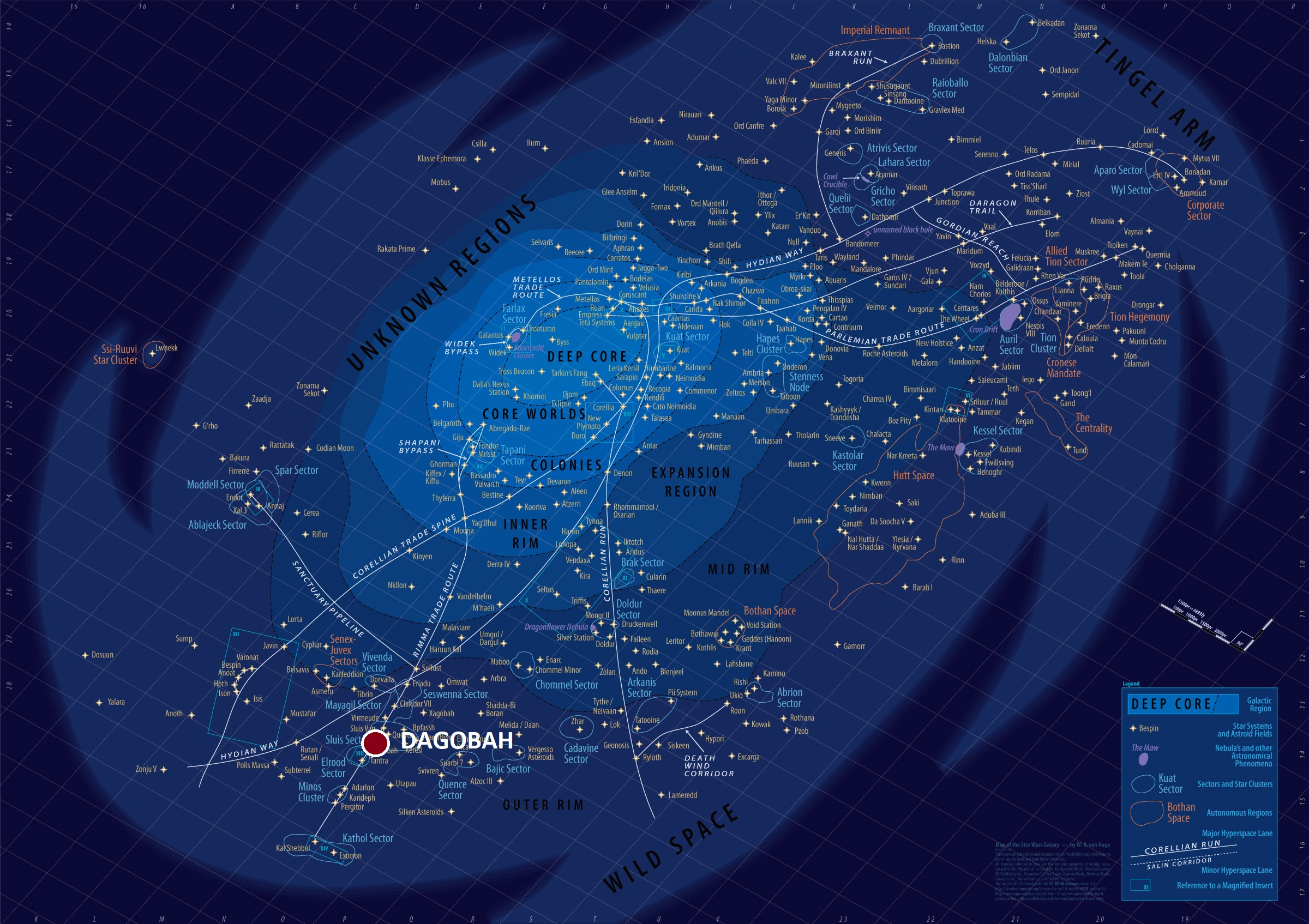
Localisation de Dagobah dans la galaxie (carte non officielle).

Orbitant autour d'une étoile homonyme — Dagobah Prime —, la planète Dagobah se situe dans le système lui aussi appelé Dagobah. Elle est localisée dans le secteur de Sluis, proche de la route hyperspatiale commerciale de Rima, dans la Bordure extérieure. Parmi les huit planètes du système, Dagobah est, en partant de l'étoile, la deuxième, sur les cinq planètes qui composent ce système. Dagobah n'a qu'un satellite naturel,.
Plus généralement, elle est comprise dans le grand secteur de Seswenna, regroupement de secteurs incluant celui de Seswenna et ceux des environs, dont celui de Sluis.

### Topographie
Dagobah connaît un climat de mousson fortement contrasté : la saison humide est caractérisée par de fortes averses, tandis que la saison sèche présente une température particulièrement élevée. La variation des saisons est si extrême que, pour vivre à Dagobah, il peut être nécessaire, comme le fait Yoda, de migrer avec la mousson d'une zone à l'autre de la planète pour éviter la saison trop chaude.
Des tempêtes rendent la navigation aérienne difficile sur de Dagobah. La Force y est très puissante. Les planètes aussi pures dans la Force sont appelées « vergence de la Force ». Cependant, cette vergence se distingue de la plupart des autres, où des temples de Jedi ou de Sith sont généralement construits ; la Force se concentre dans une grotte,,,.
Cette grotte du Mal se situe sous un arbre. Le Côté obscur de la Force y est très puissant. Les individus sensibles à la Force, notamment les Jedi qui y pénètrent, y sont confrontés à d'obscures visions de futurs possibles,.
Dagobah étant associée à Yoda, même après sa mort, l'une des principales montagnes de la planète est baptisée « mont Yoda ».

### Formes de vie
| Dessin d'un monstre marin orange, au corps longiligne. |
| Deux formes de vie autochtones de la surface de Dagobah : un serpent-dragon, vivant dans les marais (ici un dessin de monstre marin), et une araignée géante (ici Maman, une statue de Louise Bourgeois). |

Dagobah présente une grande biodiversité, sans être habitée par aucune espèce intelligente,.
Parmi les végétaux de Dagobah, l'arbre gnarl présente une particularité : parfois l'une de ses racines s'en détache et prend une forme d'arachnide, appelée « araignée noueuse blanche ». Elle se nourrit d'animaux, avant de planter ses huit pattes dans la terre pour devenir un arbre gnarl à son tour. Le serpent-dragon vit quant à lui dans les eaux des marais. C'est le premier animal de Dagobah vu dans Star Wars.
Il existe sur Dagobah beaucoup d'autres espèces qui ressemblent par exemple à des cyprès des marais, des myriapodes, des insectes, des iguanes, des serpents ou à des grenouilles du monde terrestre,.

### Habitations et technologies
Dagobah ayant un climat hostile, elle ne présente quasiment aucun attrait pour les habitants de la galaxie. Ainsi, toutes technologies et villes y sont absentes, et l'atterrissage y très difficile.
Yoda, exilé, y a bâti une modeste hutte avec des débris de la capsule de secours qui l'a amené sur Dagobah, avec de la boue séchée et des roches locales, au pied d'un vieil arbre et au bord d'un lagon. Il cuisine à partir des plantes locales, jusqu'à sa mort, qui voit l'abandon de l'installation,.

## Univers officiel

### Avant l'Empire
La grotte qui devient connue comme étant celle du Mal reçoit son lien avec le Côté obscur vers 1 000 av. BY. Au fil des siècles, plusieurs Jedi s'y rendent pour faire face à leurs principales craintes, représentées sous forme de visions par la vergence douée d'une conscience qui habite la grotte. En effet, cette entité apprend petit à petit à comprendre les organismes vivants au point de pouvoir leur apprendre à mieux se connaître en les confrontant à leurs plus grandes peurs,.
Le Maître Jedi Yoda, à Coruscant, ressent dans la Force l'esprit de Qui-Gon Jinn, un Jedi mort plus de 10 ans auparavant. L'esprit du défunt l'invite à aller à Dagobah pour que les deux Jedi puissent mieux communiquer à travers la Force. Yoda, accompagné par R2-D2, se rend sur Dagobah où Qui-Gon Jinn lui explique que cette planète est l'un des lieux les plus puissants et purs dans la Force. Dans la grotte du Mal, Yoda observe le massacre des Jedi par vision, mais Qui-Gon le rassure : les Jedi triompheront des Sith malgré les défaites. Yoda est guidé par Qui-Gon pour apprendre à conserver la vie après la mort sous forme d'esprit,,.

### Sous l'Empire

#### Vie solitaire de Yoda

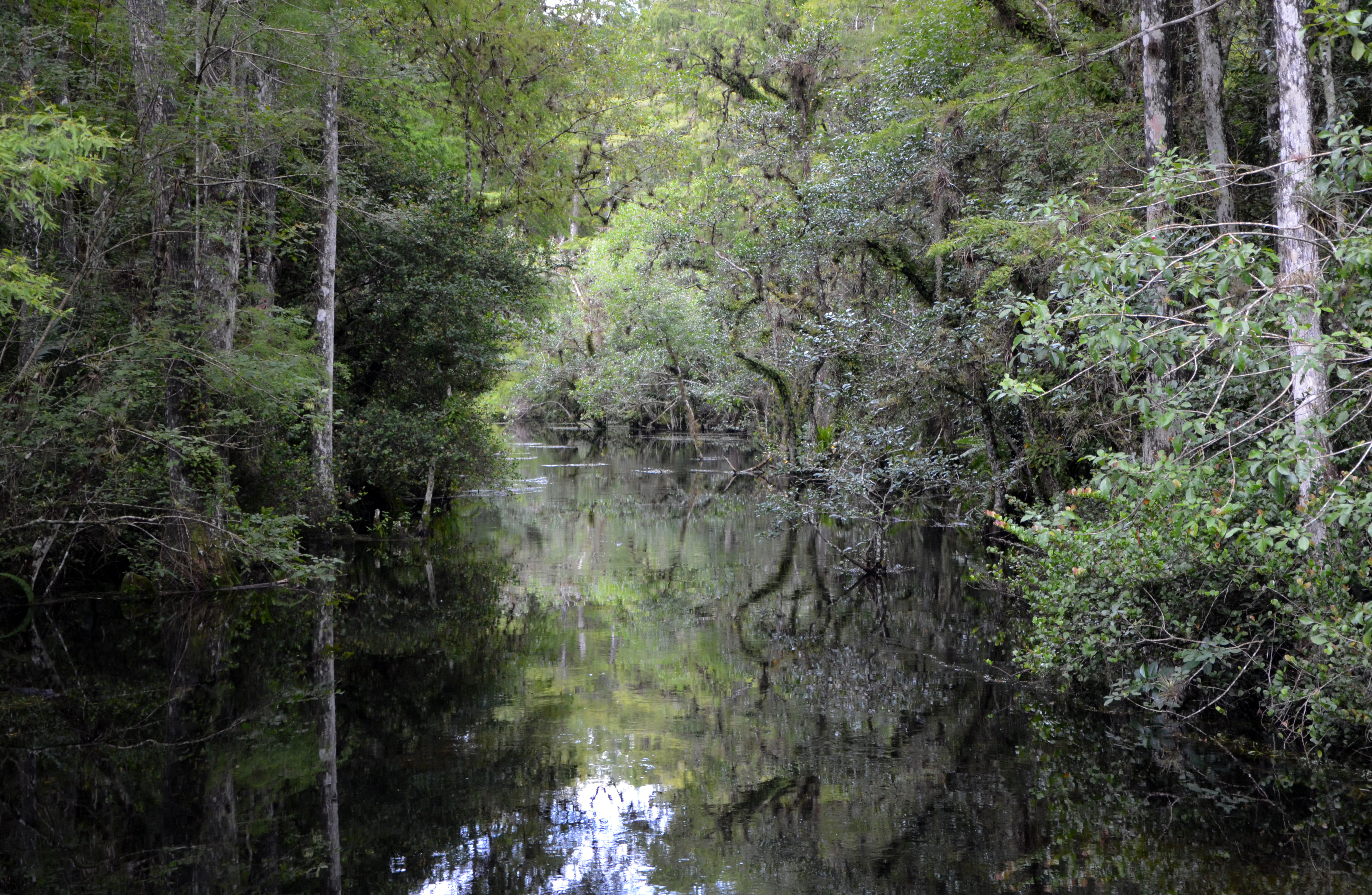
Paysage « dagobéen » de la réserve nationale de Big Cypress.

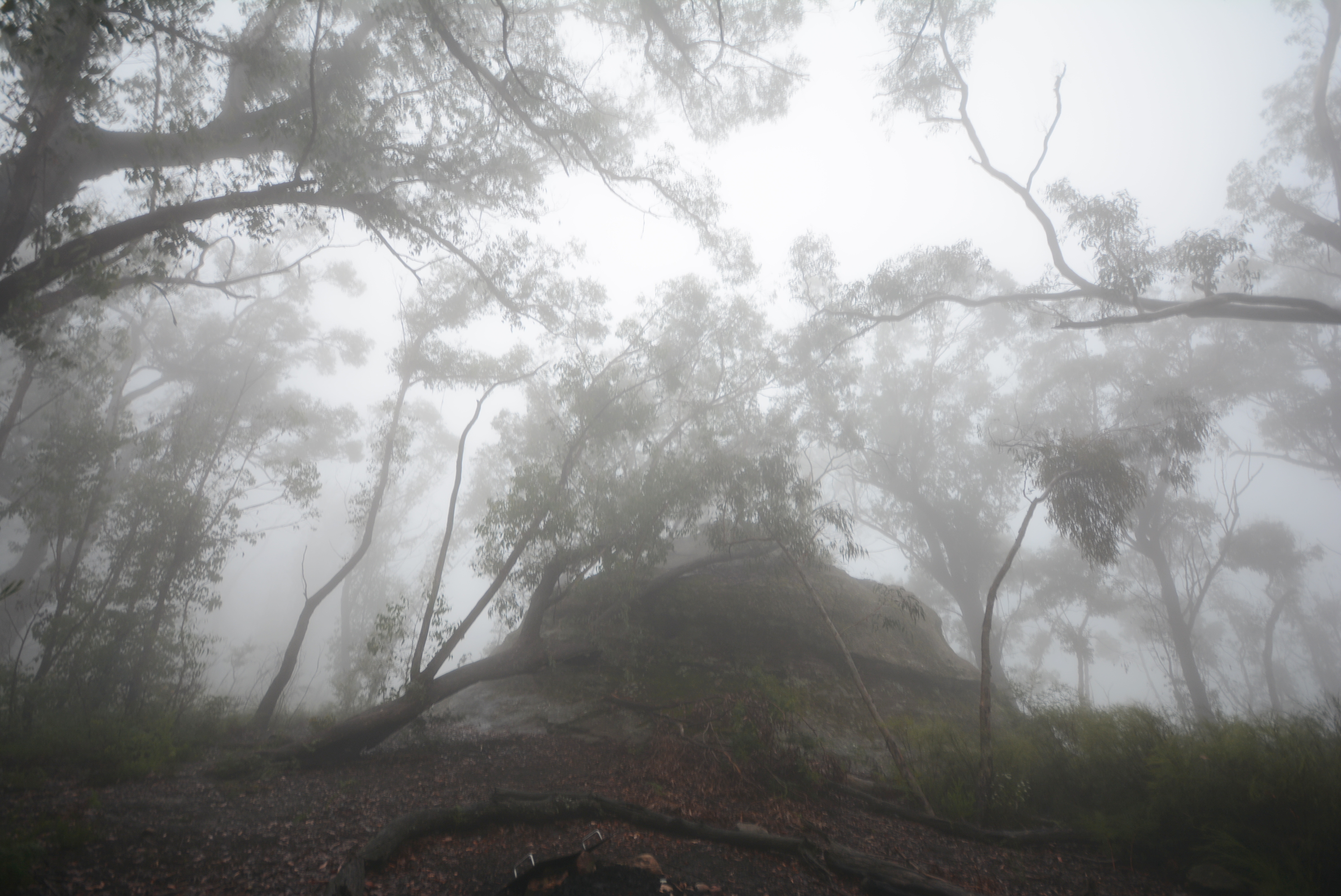
Un paysage marécageux et rempli de brouillard, similaire à celui que l'on retrouve sur Dagobah.

En 19 av. BY, le Maître Jedi Yoda s'exile sur Dagobah après l'effondrement de l'ordre Jedi et un échec lors de son duel contre l’empereur fraîchement autoproclamé Palpatine,.
Cette planète est si puissamment ancrée dans le Côté obscur, que l'empreinte même du Côté lumineux de Yoda, pourtant grand-maître de l'Ordre des Jedi, est cachée. Cette méthode pour se dissimuler est l'inverse de celle qu'utilisait Palpatine, qui cachait son énergie du Côté obscur lorsqu'il se trouvait à Coruscant, où un sanctuaire Sith est dissimulé sous le temple Jedi.
Yoda atterrit à Dagobah, puis y utilise la capsule de sauvetage qui l'y a posé pour en faire son habitation. Toutefois, celle-ci se dégrade trop et finit par céder ; Yoda construit une hutte à partir de vestiges de la capsule et de matériaux naturels. Il bâtit la hutte au bord d'un étang afin de pouvoir s'approvisionner en eau. Il reste à Dagobah 22 ans à méditer et à communiquer à travers la Force avec des Jedi survivants (Obi-Wan Kenobi, Kanan Jarrus) et autres utilisateurs du Côté lumineux de la Force (Ahsoka Tano, Ezra Bridger) tout en prenant soin d'éviter d'être repéré par l'Empire galactique,,.
L'« Archiviste » Madelin Sun est spécialisée dans l'étude du Côté obscur et dans la perception de la Force, sans qu'elle ne puisse la maîtriser pour autant. Après que Palpatine a interdit toutes les activités en lien avec la Force, Madelin est abordée par Qi'ra, qui lui demande de retrouver Yoda pour permettre la défaite des Sith. Madelin découvre qu'il se trouve à Dagobah et s'y rend.
Madelin est attaquée par un monstre et se retrouve dans la grotte du Mal, où elle subit à son tour les visions du Côté obscur. Son passage de l'épreuve la déforme physiquement et la marque à jamais. Après l'enseignement de Yoda, elle quitte Dagobah puis rapporte à l'Empire la fausse nouvelle de la mort du maître des Jedi, afin de ne pas dévoiler sa cachette,.

#### Formation de Luke
De son côté, Yoda patiente, se préparant à former un dernier apprenti clandestinement. Ce sera Luke Skywalker, appelé là par le maître Jedi Obi-Wan Kenobi, l'ancien apprenti de Jinn. Luke s'échoue en X-Wing avec son droïde R2-D2, qui d'abord tombe dans un marais avant d'être avalé, puis recraché à terre par un serpent-dragon,,.
Quoique Luke soit déjà adulte et que les Jedi soient formés très jeunes en général, Yoda accepte de le former. Il lui fait passer plusieurs épreuves, notamment l'entrée dans la grotte du Mal. Luke y affronte une vision de Dark Vador, qu'il défait au sabre-laser, et découvre son propre visage sous le masque de l'ennemi,,,.
Alors qu'il s'entraîne, Luke découvre que le chasseur de primes Milko l'espionne et a appris que Yoda se trouve sur Dagobah. Luke l'arrête facilement, mais le laisse quitter Dagobah, pensant que Milko ne révélera pas la cachette de Yoda puisque ce serait avouer sa défaite. Sans achever sa formation, Luke décide de quitter précipitamment Dagobah pour secourir ses amis à Bespin, laissant derrière lui Yoda qui, comme le spectre d'Obi-Wan Kenobi, craint que le jeune padawan ne choisisse le Côté obscur, plus séduisant que la voie des Jedi. Ils expliquent à Luke que les visions de ses amis en danger sont provoquées par Dark Vador, qui veut le piéger et le capturer au profit de l'Empereur. Cet argument ne convainc pas Luke, qui croit la vision véridique et quitte Dagobah pour Bespin,,,.
Pour pouvoir quitter Dagobah, Luke doit récupérer son vaisseau, plongé dans le marais, mais il échoue à le déplacer par l'utilisation de la Force. Yoda soulève le X-Wing de Luke avec une relative aisance pour le dégager du marécage, : c'est là la dernière leçon que Luke recevra sur cette planète, directement de son maître.
Luke s'envole mais Yoda, resté à Dagobah, continue de lui enseigner à distance les voies de la Force, à travers d'enregistrements antérieurs, conservés dans un holocron,,. Luke revient plus tard sur Dagobah, après être tombé dans le piège de Vador, et Yoda à l'orée de la mort lui confirme que Dark Vador est bel et bien Anakin Skywalker, son père. Le maître Jedi, seul habitant de la planète, succombe ensuite, neuf fois centenaire. Grâce aux leçons reçues de Jinn, il peut revenir aux côtés d'Obi-Wan sous forme d'esprit. Tous deux essaient de convaincre Luke de combattre Vador malgré les liens familiaux, mais Luke rejette encore une fois les conseils des Jedi, se refusant au parricide,,.

### Après l'Empire
Bien plus tard, Kylo Ren, le petit-fils de Dark Vador, vient sur Dagobah, dans le cadre de son entraînement dans le Côté obscur avec le Suprême Leader Snoke. Il entre dans la grotte du Mal, où il doit se confronter à Luke Skywalker, son oncle, qu'il craint fortement. C'est lui qui détruira la grotte,,.

## Univers Légendes
À la suite du rachat de la société Lucasfilm par The Walt Disney Company, tous les éléments racontés dans les produits dérivés datant d'avant le 26 avril 2014 ont été déclarés comme étant en dehors du canon et ont été regroupés sous l’appellation « Star Wars Légendes ».

### Période de la République galactique
Un chevalier Jedi, Minch, affronte dans une grotte le chef d'un groupe d'anciens Jedi ayant basculé du Côté obscur. Minch évite de peu d'utiliser le Côté obscur lors de ce combat. Il triomphe de son ennemi, mais l'esprit de ce dernier souille la Force dans la grotte, qui reste marquée par une forte énergie du Côté obscur. Cette grotte auparavant normale dans le paysage de Dagobah devient la grotte du Mal.

### Période de l'Empire galactique
Un clone de Starkiller créé par Dark Vador se retourne contre ce dernier et s'enfuit. Il se rend notamment sur Dagobah, où il rencontre Yoda, sans savoir qu'il s'agit du dernier Grand-Maître des Jedi surpuissant. Il le trouve devant la grotte du Mal, et l'ermite lui répond par des paraboles énigmatiques.

### Période de la Nouvelle République
La Nouvelle République, après la bataille d'Endor, utilise temporairement l'emplacement stratégique de Dagobah pour y installer un avant-poste. L'idée est toutefois rapidement abandonnée.
En outre, Dagobah est un important lieu de pèlerinage pour le nouvel ordre Jedi. Ces utilisateurs de la Force se rendent notamment à la grotte du Mal pour se confronter au Côté obscur dans le cadre de leur formation.

## Concept et création

### Origine du concept et création des décors
Dans les premières versions de Star Wars, le personnage de Yoda n'était pas présent dans le scénario, bien que désormais étroitement rattaché sur Dagobah. L'idée d'inclure Yoda et Dagobah dans le second film est due au fait que George Lucas, ayant décidé de tuer Obi-Wan Kenobi dans le premier film, se trouve obligé de fournir un nouveau mentor pour Luke Skywalker.
La formation du décor marécageux de Dagobah a demandé l'implication d'une centaine d'ouvriers dans les studios d'Elstree. La hutte de Yoda a notamment été conçue spécialement : le sol était surélevé pour permettre l'installation de marionnettistes pour manipuler Yoda. La scène d'extraction du X-wing occasionne également des difficultés à Irvin Kershner, le réalisateur, et nécessite plusieurs heures de tournage pour n'apparaître que quelques secondes dans le film final.
Une scène en particulier est tournée hors des studios Elstree, celle de l'attaque du serpent-dragon. En effet, elle est filmée dans la piscine de George Lucas.

### Scènes coupées
Dans Le Retour du Jedi, une partie de la scène de mort de Yoda sur Dagobah a été coupée. Juste après avoir confirmé à Luke Skywalker que Dark Vador est son père, Yoda ajoute avoir demandé à Obi-Wan Kenobi de ne pas révéler cette information à Luke, afin de ne pas faciliter un probable basculement de Luke vers le Côté obscur. Cette scène expliquerait la version d'Obi-Wan dans Un nouvel espoir selon laquelle Dark Vador a tué le père de Luke, Anakin Skywalker. En outre, elle clarifierait la réaction sans colère de Luke à la vue d'Obi-Wan juste après le décès de Yoda,.
Dagobah apparaît dans L'Empire contre-attaque puis Le Retour du Jedi, mais elle se trouve aussi dans une scène coupée de La Revanche des Sith. Dans cette scène, Yoda s'exile sur Dagobah dans les derniers instants du film, après la transformation d'Anakin Skywalker en Dark Vador. Cela met en place le contexte de L'Empire contre-attaque. La scène n'est présente que dans la version DVD de La Revanche des Sith, la version cinématographique passant directement du départ de Polis Massa à l'arrivée d'Obi-Wan sur Tatooine.
L'araignée noueuse blanche, animal de la faune de Dagobah, devait initialement apparaître dans une scène de L'Empire contre-attaque. Finalement, elle n'est présente que dans des œuvres dérivées qui appartiennent à l'univers Légendes. La krykna, un animal inspiré de cette créature de Dagobah, apparaît tout de même à deux reprises dans l'univers Officiel, mais pas à Dagobah : sur Atollon, dans la saison 3 de Rebels, puis sur une planète glacée, dans la saison 2 de the Mandalorian.

## Adaptations

### Jeux vidéo
Le jeu d'aventure Star Wars: Yoda Stories sort en 1997. Le joueur y incarne Luke Skywalker entre L'Empire contre-attaque et Le Retour du Jedi. Il effectue des missions pour son entraînement de Jedi auprès du Maître Jedi Yoda sur Dagobah.
Dans Star Wars : Le Pouvoir de la Force II, sorti en 2010, Dagobah est la troisième planète à apparaître. C'est la dernière planète que le joueur découvre, puisqu'après il revient à Kamino, qu'il a visité au début du jeu.
Dagobah apparaît aussi dans le jeu de 2022 Lego Star Wars : La Saga Skywalker, à l'instar d'une vingtaine de planètes de la saga. Des missions secondaires peuvent être effectuées pour le droïde R5-D4, qui dans ce jeu explique s'être écrasé sur Dagobah et avoir désormais besoin d'aide,.

### Figurines
La société de jeux de construction Lego a produit trois boîtes représentant la hutte de Yoda. La première, sortie en 2015 sous le numéro SDCC2015-2 « Dagobah Mini Build », inclut le X-Wing de Luke, mais n'est pas à l'échelle des figurines de personnages, absentes de la boîte. La seconde, sortie en 2018 sous le numéro 75208 « Yoda's Hut », inclut trois figurines de personnages : Luke Skywalker avec un corps propre à cette version, R2-D2 tâché et Yoda marqué par l'âge. En 2022, une troisième boîte est mise en vente sous le numéro 75330 « Dagobah Jedi Training Diorama ». Elle inclut aussi trois figurines de personnages, Luke, R2-D2 et Yoda, ainsi qu'une portion du marais proche, avec une représentation d'aile de X-wing émergeant des eaux,.
La société Attakus, produisant des gammes de figurines en plomb, propose également plusieurs dioramas de grande taille, représentant les marais de Dagobah, avec la maison de Yoda, ainsi que le vaisseau spatial enlisé de Luke. Plusieurs autres compagnies de figurines, comme Kotobukiya (ja) ou Hasbro, proposent également des figurines de Yoda dans divers paysages de Dagobah.
La société de figurines Funko produit en 2020 des figurines Pop pour les 40 ans de la sortie de L'Empire contre-attaque. Parmi elles se trouve « Dagobah Yoda with Hut », une représentation de Dagobah.

### Autres
En 2022, l'artiste Daniel Danger s'associe à la galerie d'art Bottleneck pour proposer une représentation de Luke Skywalker et de son X-wing sur Dagobah sous forme d'empilement de sérigraphies. Mise en vente, cette œuvre mesure 12 × 18 pouces et peut être de différentes couleurs.
En mai 2022, la société CultureFly annonce la commercialisation du nouveau produit trimestriel dans le cadre de sa série Star Wars Galaxy Box. Celui-ci comporte des objets qui tournent autour du thème de Dagobah.

## Réception
Un article du site Screen Rant place la planète Dagobah en neuvième position d'un classement des planètes de la saga en fonction de leur originalité par rapport aux autres planètes de la saga. Il souligne la présence d'organismes, de climat et de paysage repoussants. Un autre article du même site, mais de la trilogie originale seulement. Plus l'auteur trouve la planète originale, emblématique et marquante, mieux elle est classée. Dans ce second classement, Dagobah se voit attribuer la cinquième place, notamment parce qu'elle est effrayante et mystérieuse.
Dagobah est aussi régulièrement citée comme l'une des planètes les plus iconiques de la fiction. Le site Allociné la place parmi les vingt principales, aux côtés de quatre autres issues de Star Wars : Coruscant, Tatooine, Mustafar et Hoth. Elle apparaît plus régulièrement dans les classements de planètes de science-fiction que les autres planètes de Star Wars, à l'exception de Coruscant,.
La partie de L'Empire contre-attaque qui se déroule à Dagobah est souvent discutée. En effet, elle semble impliquer une contradiction entre première et deuxième trilogies. Lorsque dans ce film Yoda rencontre Luke Skywalker et R2-D2, il paraît n'en connaître aucun des deux. Or, dans les films de la prélogie, le personnage de Yoda rencontre à plusieurs reprises le droïde R2-D2, qui d'ailleurs appartient au Jedi Anakin Skywalker. Finalement, le roman D'un certain point de vue pour ce film révèle que Yoda feint de ne pas reconnaître le droïde durant cette scène,,.

## Analyse

### Analyse littéraire
Au niveau de l'apparence globale, Dagobah ajoute au monde de Star Wars la dimension du conte, déjà visible à travers la figure d'Obi-Wan Kenobi qui reprend celle de Merlin. Le paysage forestier évoque les lieux où les héros découvrent leurs forces et leurs faiblesses dans les contes. Luke Skywalker, lorsqu'il s'y rend, est seul, puisque d'une part R2-D2 émet des sons inintelligibles et d'autre part les créatures locales semblent menaçantes. De son côté, Yoda s'impose Dagobah comme lieu d'exil mais aussi plus particulièrement comme une sorte de purgatoire, entre le mal, avec la grotte, et le bien, la planète étant favorable à la méditation, puisqu'aucune activité n'y peut être effectuée,.
Le passage de L'Empire contre-attaque sur Dagobah peut être interprété comme permettant de placer le héros Luke Skywalker face à une épreuve, comme celles que les héros mythologiques surmontent et qui les rendent dignes de respect. Ici, la grotte du Mal confronte le protagoniste à sa principale crainte et à son destin afin de lui apprendre à surmonter ses peurs et à ne pas réagir avec précipitation en fonction de celles-ci. Elle le place en face de sa propre part de Côté obscur,,.
Le passage dans Le Retour du Jedi sur cette même planète représente une autre épreuve : Luke doit perdre Yoda, ce qui rappelle que les mentors ne sont pas éternels, et doit en parallèle accepter son ascendance, le fait qu'il est le fils de Dark Vador. Dagobah est le terrain d'épreuves qui font de Luke un adulte, un Jedi.

### Analyse scientifique
Dagobah présente des similitudes avec la réalité, comme beaucoup de planètes de Star Wars. Celle-ci est directement comparable à la Terre. En effet, la biodiversité particulière de Dagobah est très proche de celle de la Terre au Carbonifère.
Malgré cette ressemblance, une planète de type Dagobah semble, comme beaucoup de planètes de la saga, peu réaliste. En effet, les marécages se forment dans les zones à altitude inférieure au reste. Or, Dagobah paraît intégralement recouverte de marécages. Il est impossible que toutes les altitudes soient inférieures aux autres, aucune montagne par exemple n'étant montrée. L'existence d'une telle planète demanderait ou des caractéristiques géologiques très particulières, ou un mode de formation des marécages différent. En outre, il existe peu de chances qu'une planète soit si uniformément sphérique qu'un seul écosystème d'une flore identique puisse recouvrir l'ensemble de la surface de la planète.
Selon Roland Lehoucq, si l'on suppose que l'intensité de la pesanteur de Dagobah est similaire à celle de la Terre, il est possible de définir la puissance de l'utilisation de la Force. Par exemple, lorsque Yoda soulève le X-wing, il doit se servir d'une puissance d'environ 100 kilowatts, équivalente à celle d'une voiture. Si l'on considère que la Force puise dans l'énergie noire, lorsque Luke soulève R2-D2, il doit collecter l'énergie noire d'un cube de 10 km de côté.

## Postérité

### Produits dérivés
La partie de la narration se déroulant à Dagobah dans L'Empire contre-attaque est en grande partie reprise dans des scènes du huitième film de la saga, Les Derniers Jedi. En effet, la planète Ahch-To est le lieu d'exil du Jedi Luke Skywalker et une grotte liée à la Force s'y trouve, le lieu soumettant une épreuve à la protagoniste, Rey. Une autre scène de la s'y rapproche de la scène de la grotte de Dagobah de L'Empire contre-attaque. Il s'agit de la scène durant laquelle Rey se confronte à une version d'elle-même du Côté obscur.
Hors Ahch-To, une autre séquence filmée fait référence à l'entraînement de Luke à Dagobah, cette fois dans Le Livre de Boba Fett. Luke y enseigne en effet la maîtrise de la Force à Grogu, tout comme il l'apprit lui-même de Yoda,,.
Dans sa présentation de Kashyyyk, le livre Star Wars: Les lieux emblématiques de la saga utilise une image de Dagobah et non de Kashyyyk. Cette erreur peut s'expliquer par la similitude entre ces deux planètes forestières.
En 19 novembre 2021, soit environ 40 ans après la sortie de L'Empire contre-attaque, un élément qui devait apparaître dans l'une des scènes de Dagobah est montré sur Twitter par Nick Maley, qui a notamment conçu Yoda pour ce film. Il présente en effet un certain Nogard. Il s'agit d'une sorte de petit dragon semblable à une grenouille avec des yeux brillants,,,.

### Variantes
Dans un article, le site Internet Comic Book Resources propose une version de l'intrigue présentée dans les films qui aurait donné un rôle bien plus important à Dagobah dans l'histoire des Skywalker. Il imagine en effet qu'une décision différente aurait été prise par Yoda et Obi-Wan Kenobi à la fin de La Revanche des Sith : les jumeaux Luke et Leia Skywalker auraient alors été élevés à Dagobah, et non respectivement à Tatooine et à Alderaan. Le site explique en outre que, formés très jeunes à Dagobah, les deux Skywalker auraient fait de meilleurs Jedi, tandis que dans la version des films, Yoda et Obi-Wan ne semble rien faire pendant que les deux Skywalker grandissent sans envisager de destinée de Jedi.

### Dans la culture
Le nom de Dagobah est, comme d'autres noms de planètes de Star Wars, plus ou moins entré dans la culture populaire avec une connotation particulière. En l'occurrence, Dagobah inclut une notion d'isolement.
La Forêt interdite apparue dans Harry Potter dès 1997 possède des similitudes avec Dagobah. Les liens sont visuels, mais se retrouvent aussi dans la particularité de chacun de ces deux environnements. Les deux forêts peuvent perturber l'esprit et les émotions humains. Hagrid y reprend le rôle du personnage de Yoda.
Une planète fortement inspirée de Dagobah apparaît dans le film Buzz l'Éclair de 2022. Il se trouve en effet que la saga Toy Story fournit souvent des références à Star Wars,,,,.
Le manuel du Livrscolaire.fr de physique - chimie pour classe de seconde propose un exercice en lien avec Star Wars. Celui-ci demande de trouver l'intensité de la Force utilisée par Yoda pour soulever un vaisseau à Dagobah. Dans cette situation, le manuel suppose que l'intensité de la pesanteur à Dagobah, notée alors gDagoba, est égale à 10,4 newtons par kilogramme.